# Евстафьев, Александр Андреевич
Алекса́ндр Андре́евич Евста́фьев (15 января 1985, Ленинград) — российский футболист, полузащитник и нападающий. В 2005 году вызывался в олимпийскую сборную России.

## Карьера
С девяти лет начал заниматься футболом в спортивной школе «Приморец», первым его тренером был В. С. Бутомо. Профессиональную же карьеру Александр начал в 2003 году в составе команды «Зенит-2», выступавшей во Втором дивизионе (61 матч, 9 голов). Через два года он выступал за «Зенит» в турнире дублёров (35 игр, 11 голов). В начале 2007 года Евстафьев на правах аренды перешёл в подмосковные «Химки», однако в июле «Химки» выкупили права на игрока. Вместе с клубом сумел выиграть малые золотые медали Первого дивизиона первенства 2006 года. В следующем сезоне, который «Химки» провели в Премьер-лиге, Евстафьев сыграл 18 матчей, в которых забил 3 мяча. Отыграв 8 матчей в Премьер-лиге в 2008 году, он в июле того же года был отдан в аренду калининградской «Балтике» (19 матчей, 2 мяча). В марте 2009 года был на просмотре в кипрском клубе «Ноета» из города Аянапа. Вскоре был заявлен новотроицкой «Ностой», которая по итогам сезона покинула Первый дивизион. В 2012—2013 годах выступал за клуб «Русь». С 2016 года выступает на любительском уровне («Металлург-БМР» Бокситогорский район — чемпионат Ленинградской области, «СТД Петрович» — чемпионат Санкт-Петербурга).
С декабря 2020 года футболист петербургского любительского футбольного клуба «Авангард».

### Тренерская карьера
На 2020 год является одним из тренеров ДЮСШ «Авангард» в Санкт-Петербурге. С 2021 года играющий тренер любительского футбольного клуба «Авангард» из Санкт-Петербурга.

## Достижения
- Победитель Первого дивизиона: 2006